# The Wreck of the Edmund Fitzgerald
The Wreck of the Edmund Fitzgerald est une chanson à succès de 1976 écrite, composée et interprétée par l'auteur-compositeur-interprète canadien Gordon Lightfoot pour commémorer le naufrage du vraquier SS Edmund Fitzgerald sur le lac Supérieur le 10 novembre 1975. Lightfoot a puisé son inspiration de l'article de Newsweek sur l'événement, « Le mois le plus cruel », publié dans son numéro du 24 novembre 1975. Le chanteur considérait cette chanson comme son œuvre la plus raffinée.
Apparaissant à l'origine sur l'album « Summertime Dream » de Lightfoot en 1976 , la version single a atteint le numéro 1 dans son Canada natal (selon le magazine RPM) le 20 novembre 1976, à peine un an après la catastrophe. Aux États-Unis, il atteint le numéro 1 de Cash Box et le numéro 2 pendant deux semaines du Billboard Hot 100 (derrière « Tonight's the Night » de Rod Stewart), ce qui en fait le deuxième single le plus réussi de Lightfoot, derrière seulement « Sundown ». À l'étranger, c'était au mieux un succès mineur, culminant au numéro 40 du UK Singles Chart.
Lightfoot a réenregistré la chanson en 1988 pour l'album de compilation Gord's Gold, Vol. 2

## Conception et enregistrement
La chanson raconte le dernier voyage du SS Edmund Fitzgerald ayant connu des ennuis puis a coulé dans une mer agitée sur le lac Supérieur, à la fin de la saison de navigation. Écrit avant la découverte de l'épave du navire, il s'écarte par moments de la séquence connue des événements, contient également quelques omissions et paraphrases artistiques. Dans une interview ultérieure, Gordon Lightfoot a raconté comment il avait agonisé sur d'éventuelles inexactitudes en essayant d'écrire les paroles, jusqu'à ce que le producteur Lenny Waronker lui conseille de jouer sur ses forces artistiques et de « raconter juste une histoire ».
La chanson a été enregistrée en décembre 1975 à Eastern Sound, un studio d'enregistrement composé de deux maisons victoriennes au 48 Yorkville Avenue dans un quartier alors hippie du centre-ville de Toronto. Ce célèbre studio, qui a également enregistré Rush, Cat Stevens, Bruce Springsteen et Jimi Hendrix, a ensuite été démoli et remplacé par un stationnement.
Pee Wee Charles et Terry Clements ont inventé les riffs obsédants de guitares lors d'une seconde prise pendant la session du soir. Lightfoot a vidé le studio et éteint toutes les lumières sauf celle qui illuminait son parchemin de mots griffonnés lors de l'enregistrement de sa partie vocale. La chanson était le premier enregistrement multipiste numérique commercial sur l'enregistreur numérique 32 pistes 3M - une technologie prototype à l'époque.